# Le Jour du poisson
Albums de Thomas Fersen
Les Ronds de carotte
(1995) Qu4tre
(1999)
Singles
1. Les Papillons / Pickpocket
Sortie : 1997
2. Bijou / Moi qui me croyais un saint
Sortie : 1997

Le Jour du poisson est un album de Thomas Fersen sorti en 1997. Il a été disque d'or en 2001.

## Liste des titres
| No  | Titre                                              | Durée |
| --- | -------------------------------------------------- | ----- |
| 1.  | Bucéphale                                          | 3:07  |
| 2.  | Ma douceur                                         | 4:35  |
| 3.  | Les Papillons                                      | 4:04  |
| 4.  | Que l'on est bête                                  | 3:23  |
| 5.  | Moi qui me croyais un saint                        | 4:06  |
| 6.  | La Blatte                                          | 2:37  |
| 7.  | Pickpocket                                         | 4:06  |
| 8.  | Bijou                                              | 3:27  |
| 9.  | Les Tours d'horloge                                | 3:15  |
| 10. | Où trouver des fleurs un lundi soir après minuit ? | 2:36  |
| 11. | Je suis dev'nue la bonne                           | 4:26  |

## Classements
| Pays          | Meilleure position |
| ------------- | ------------------ |
| France (SNEP) | 34                 |